# Portieux
Portieux est une commune française située dans le département des Vosges en région Grand Est.
Ses habitants sont appelés les Portessiens.

## Géographie

### Localisation
Le village de Portieux occupe la rive droite de la Moselle en amont de Charmes et vis-à-vis de Vincey. La commune se double du hameau de Magnienville, 4 km à l'est, devenu La Verrerie de Portieux.
La commune de Portieux est composée de Portieux centre, Belval et La Verrerie de Portieux, l'ensemble étant situé sur l'axe du ruisseau « Rochon » dit aussi « Mori » à la Verrerie.
D’après la carte IGN, l’altitude minimale de 277 mètres est au confluent du ruisseau de l'Ermitage tandis que l’altitude maximale de 365 mètres se situe au carrefour de la Verrerie, forêt de Fraize.

### Géologie et relief
Description topographique (donnée par le PLU de Portieux) : le territoire de Portieux se présente globalement sous forme de reliefs émoussés localement entaillés par la vallée de la Moselle qui s’écoule du nord-ouest au sud-ouest du territoire. Une petite vallée se greffe perpendiculairement à cet axe, traversée par le ruisseau du Rochon (appelé aussi "Mori" depuis la commune de Moriville jusqu'à la Verrerie de Portieux), affluent de la Moselle qui déroule son lit à une altitude comprise entre 311 mètres et 280 mètres. Les collines ne culminant guère plus haut, n’atteignent en effet que 365 mètres en leur point le plus élevé.

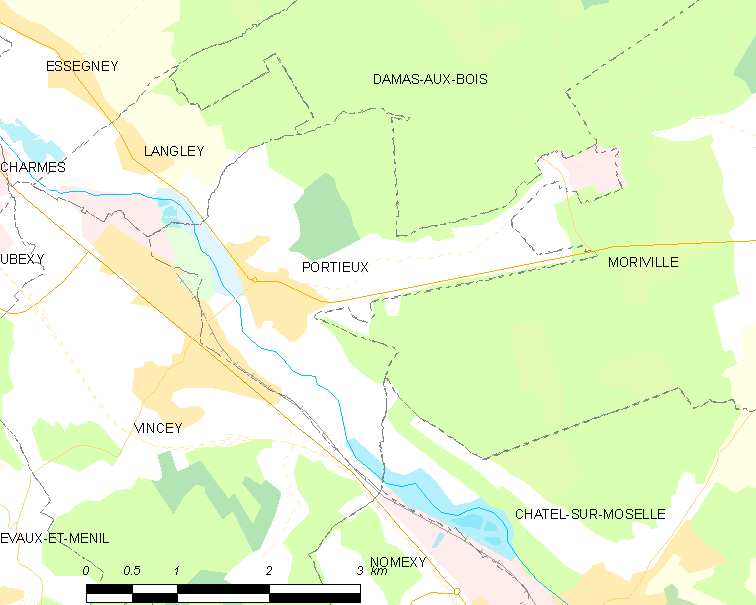
Situation de Portieux.

### Sismicité
Commune située dans une zone 2 de sismicité faible.
| Langley | Damas-aux-Bois |           |
|         | Portieux       | Moriville |
| Vincey  |                |           |

### Hydrographie et eaux souterraines
Hydrogéologie et climatologie : Système d’information pour la gestion des eaux souterraines du bassin Rhin-Meuse :
Territoire communal : Occupation du sol (Corinne Land Cover) ; Cours d'eau (BD Carthage),
Géologie : Carte géologique ; Coupes géologiques et techniques,
 Hydrogéologie : Masses d'eau souterraine ; BD Lisa ; Cartes piézométriques.

#### Réseau hydrographique
La commune est située dans le bassin versant du Rhin, au sein du bassin Rhin-Meuse. Elle est drainée par la Mosellele ruisseau de la Foret du Terne, le ruisseau le Portieux et le ruisseau de la Laumont,.
La Moselle, d’une longueur totale de 560 kilomètres, dont 315 kilomètres en France, prend sa source dans le massif des Vosges au col de Bussang et se jette dans le Rhin à Coblence en Allemagne.

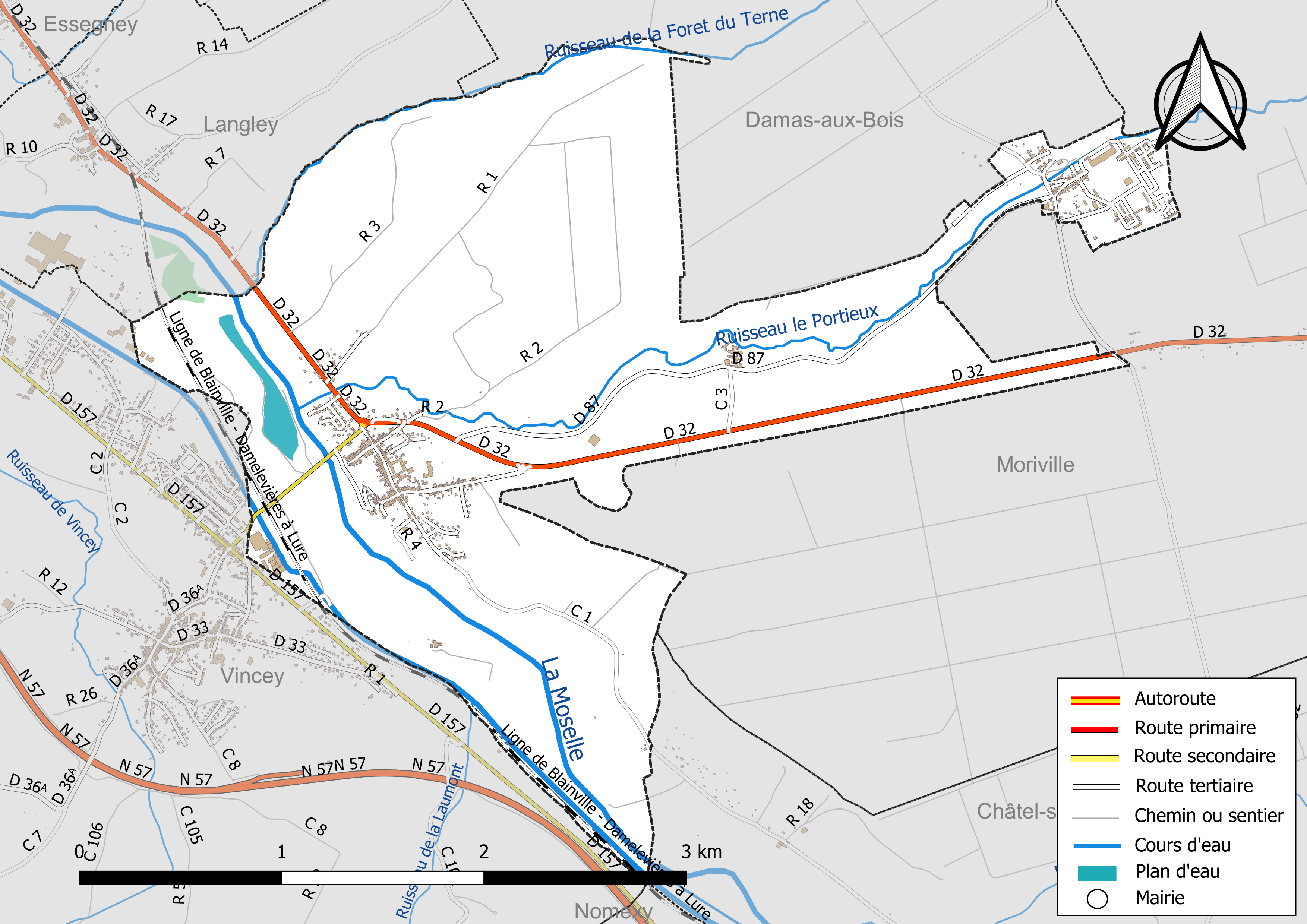
Réseaux hydrographique et routier de Portieux.

#### Gestion et qualité des eaux
Le territoire communal est couvert par le schéma d'aménagement et de gestion des eaux (SAGE) « Nappe des Grès du Trias Inférieur ». Ce document de planification, dont le territoire comprend le périmètre de la zone de répartition des eaux de la nappe des Grès du trias inférieur (GTI), d'une superficie de 1 497 km2, est en cours d'élaboration. L’objectif poursuivi est de stabiliser les niveaux piézométriques de la nappe des GTI et atteindre l'équilibre entre les prélèvements et la capacité de recharge de la nappe. Il doit être cohérent avec les objectifs de qualité définis dans les SDAGE Rhin-Meuse et Rhône-Méditerranée. La structure porteuse de l'élaboration et de la mise en œuvre est le conseil départemental des Vosges.
La qualité des eaux de baignade et des cours d’eau peut être consultée sur un site dédié géré par les agences de l’eau et l’Agence française pour la biodiversité.

### Climat
Pour des articles plus généraux, voir Climat du Grand Est et Climat des Vosges.
En 2010, le climat de la commune est de type climat des marges montargnardes, selon une étude du Centre national de la recherche scientifique s'appuyant sur une série de données couvrant la période 1971-2000. En 2020, Météo-France publie une typologie des climats de la France métropolitaine dans laquelle la commune est exposée à un climat semi-continental et est dans la région climatique  Lorraine, plateau de Langres, Morvan, caractérisée par un hiver rude (1,5 °C), des vents modérés et des brouillards fréquents en automne et hiver.
Pour la période 1971-2000, la température annuelle moyenne est de 9,5 °C, avec une amplitude thermique annuelle de 17,2 °C. Le cumul annuel moyen de précipitations est de 945 mm, avec 12,6 jours de précipitations en janvier et 10,1 jours en juillet. Pour la période 1991-2020, la température moyenne annuelle observée sur la station météorologique de Météo-France la plus proche, « Épinal », sur la commune de Dogneville à 16 km à vol d'oiseau, est de 10,3 °C et le cumul annuel moyen de précipitations est de 907,0 mm. 
La température maximale relevée sur cette station est de 39,3 °C, atteinte le 25 juillet 2019 ; la température minimale est de −18,9 °C, atteinte le 12 janvier 1987,,.
Les paramètres climatiques de la commune ont été estimés pour le milieu du siècle (2041-2070) selon différents scénarios d'émission de gaz à effet de serre à partir des nouvelles projections climatiques de référence DRIAS-2020. Ils sont consultables sur un site dédié publié par Météo-France en novembre 2022.

## Urbanisme

### Typologie
Au 1er janvier 2024, Portieux est catégorisée bourg rural, selon la nouvelle grille communale de densité à sept niveaux définie par l'Insee en 2022.
Elle est située hors unité urbaine. Par ailleurs la commune fait partie de l'aire d'attraction d'Épinal, dont elle est une commune de la couronne,. Cette aire, qui regroupe 118 communes, est catégorisée dans les aires de 50 000 à moins de 200 000 habitants,.

### Occupation des sols
L'occupation des sols de la commune, telle qu'elle ressort de la base de données européenne d’occupation biophysique des sols Corine Land Cover (CLC), est marquée par l'importance des territoires agricoles (51,5 % en 2018), une proportion sensiblement équivalente à celle de 1990 (51,9 %). La répartition détaillée en 2018 est la suivante : 
prairies (51,5 %), forêts (29,2 %), zones urbanisées (8,7 %), zones industrielles ou commerciales et réseaux de communication (4,2 %), eaux continentales (3,8 %), milieux à végétation arbustive et/ou herbacée (2,7 %). L'évolution de l’occupation des sols de la commune et de ses infrastructures peut être observée sur les différentes représentations cartographiques du territoire : la carte de Cassini (XVIIIe siècle), la carte d'état-major (1820-1866) et les cartes ou photos aériennes de l'IGN pour la période actuelle (1950 à aujourd'hui).

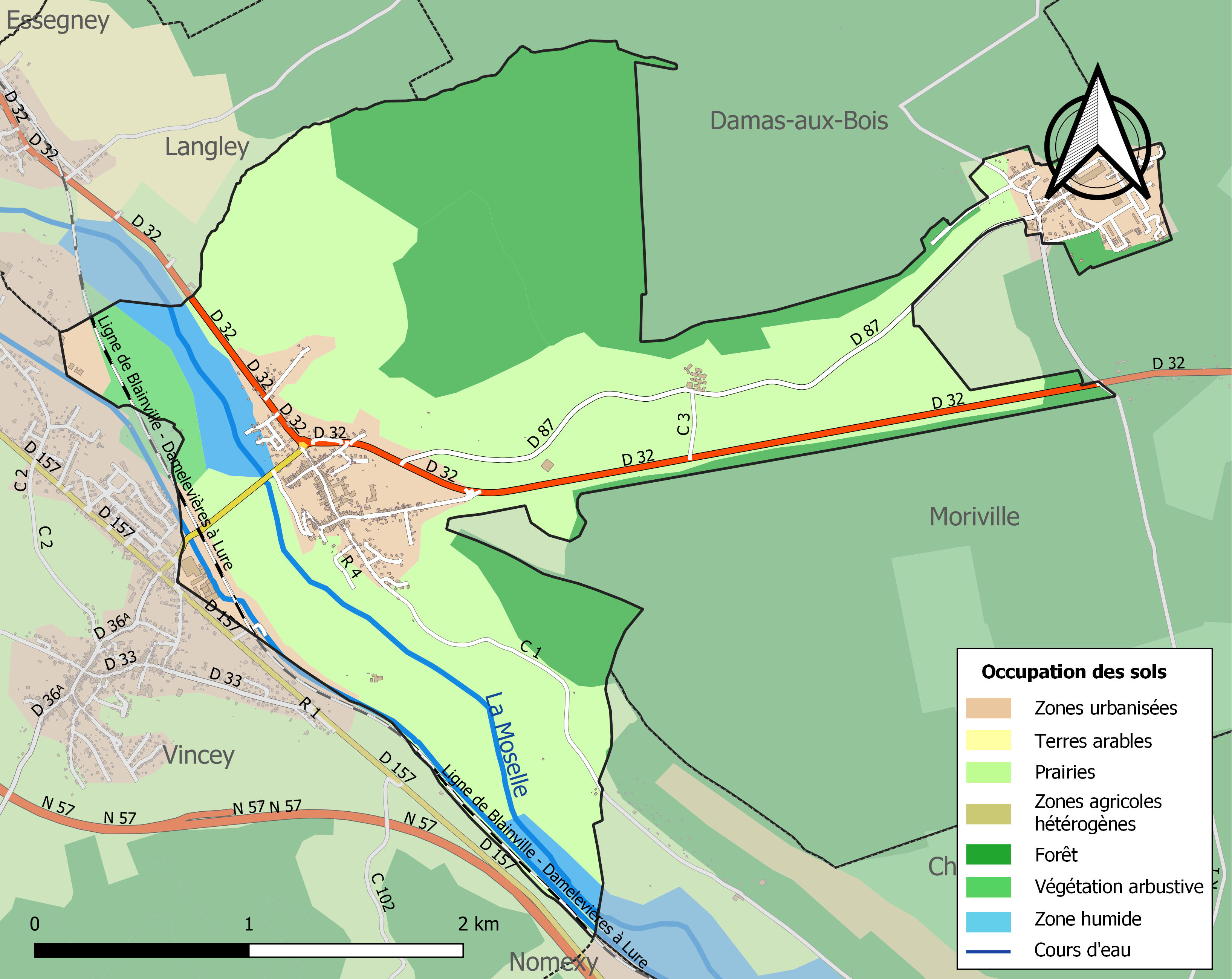
Carte des infrastructures et de l'occupation des sols de la commune en 2018 (CLC).

## Toponymie
Le nom de la localité est attesté sous les formes Portus Coelorum (dans les textes du XIIe siècle) ; Super viculum qui Portus dicitur (1134) ; Dominicus de Porticiolo (1183) ; Porteceol (1240) ; Pourtesuel (1291) ; Portecieux (XIVe siècle) ; Portessuel, Portessuelz (1405) ; Portessueilz (1405) ; Portessuei (1413) ; Portesseul (1418) ; Pourtessuer (1431) ; Pourtesseul (1449) ; Portessieux (1475) ; Portesseux (1570) ; Pourtesseux (1583) ; Port-cieux (1633) ; Porsieux (1644) ; Portecieux (1656) ; Pourtessieux (XVIIe siècle) ; Porcieux, Portus cœlorum ; Pourcieu (1706) ; Portieux (1751).

Le nom de Portieux a son origine évidente dans le latin Portus Coelorum « port du ciel ». Il y a un rapport certain entre Portus Coelorum et le Prieuré de Belval fondé au tout début du XIIe siècle, installé dans la seigneurie de Portieux.

## Histoire

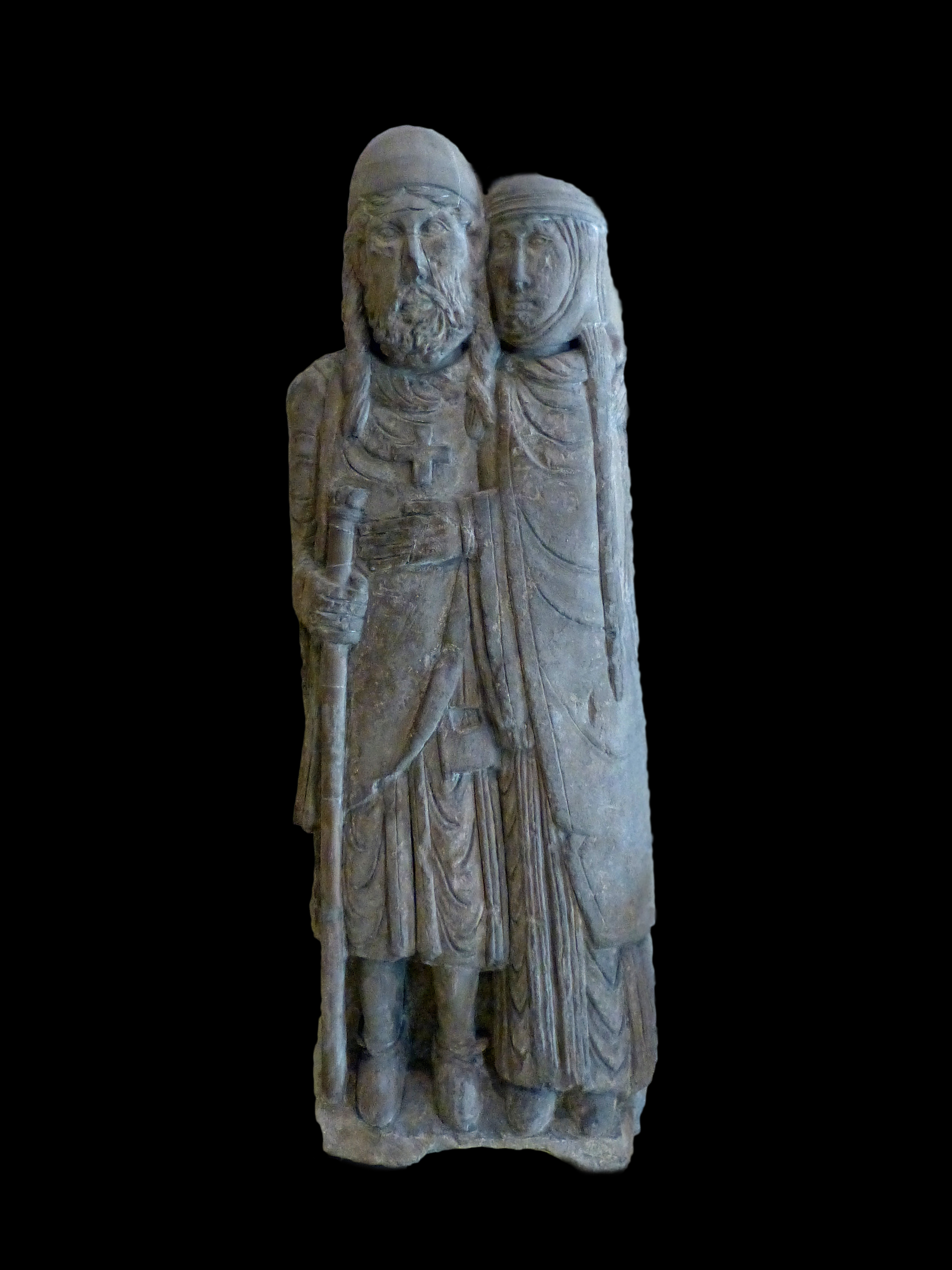
Le retour du croisé (fin du xIIe siècle), en provenance de l'ancien prieuré de Belval.

Dénommée primitivement Portus Coelorum, la cité s'est développée autour d'un prieuré sis à Belval, fondé en 1107 par Gérard Ier de Vaudémont, où il fut inhumé avec son épouse selon son souhait. Par la suite, ses restes furent transférés à Nancy en 1718 par Dom Calmet (abbaye Saint-Léopold de Nancy). Le prieuré de Belval en tant que tel fut supprimé par un décret du Pape Paul V. Le 29 décembre 1616 la communauté des religieux quitta dès lors Belval pour l'abbaye Saint-Léopold de Nancy. Il resta un prêtre pour desservir le pèlerinage de saint Spinule et la paroisse de Portieux.
La seconde vie de Portieux s'est dessinée au début du XVIIIe siècle par la volonté du duc de Lorraine. C’est en 1705 que François Magnien (Maître d’hôtel du duc de Lorraine) obtient de Léopold Ier de Lorraine l’autorisation de créer une première verrerie à Portieux-village (actuellement rue Gustave-Chardot). Comme Magnien est un favori du Prince, il demande et obtient de nouvelles concessions, de nouveaux arpents de terre et de bois pour développer son industrie. En 1710, il se rapproche de la forêt de Ternes au lieu, dit : « la fontaine de Viller », aujourd’hui « fontaine Jean Ruer » à 4 km de Portieux, sur la rive droite du Mori.
Il y fabrique du verre à vitre, on appellera cette usine « verrerie des bois », par opposition à celle de Portieux, qui est installée au village et qui fabrique des gobelets. En 1714, le duc de Lorraine demande à Magnien de créer une troisième verrerie, pour fabriquer des glaces à miroirs et de carrosses, ainsi que des carreaux pour vitrages en bois et en plomb. Il s’installe en face de la fontaine de Viller sur la rive gauche du Mori, c’est l’emplacement de la verrerie actuelle.
En 1718, il est décidé de fermer l’usine de Portieux-village et de la fontaine de Viller afin de regrouper l’ensemble dans la nouvelle usine. C’est autour d’elle que se groupent les ouvriers, et ce centre industriel portera alors le nom de « Magnienville » du nom de son fondateur : Cristallerie de Portieux. Magnien obtient le titre de seigneur de Magnienville.

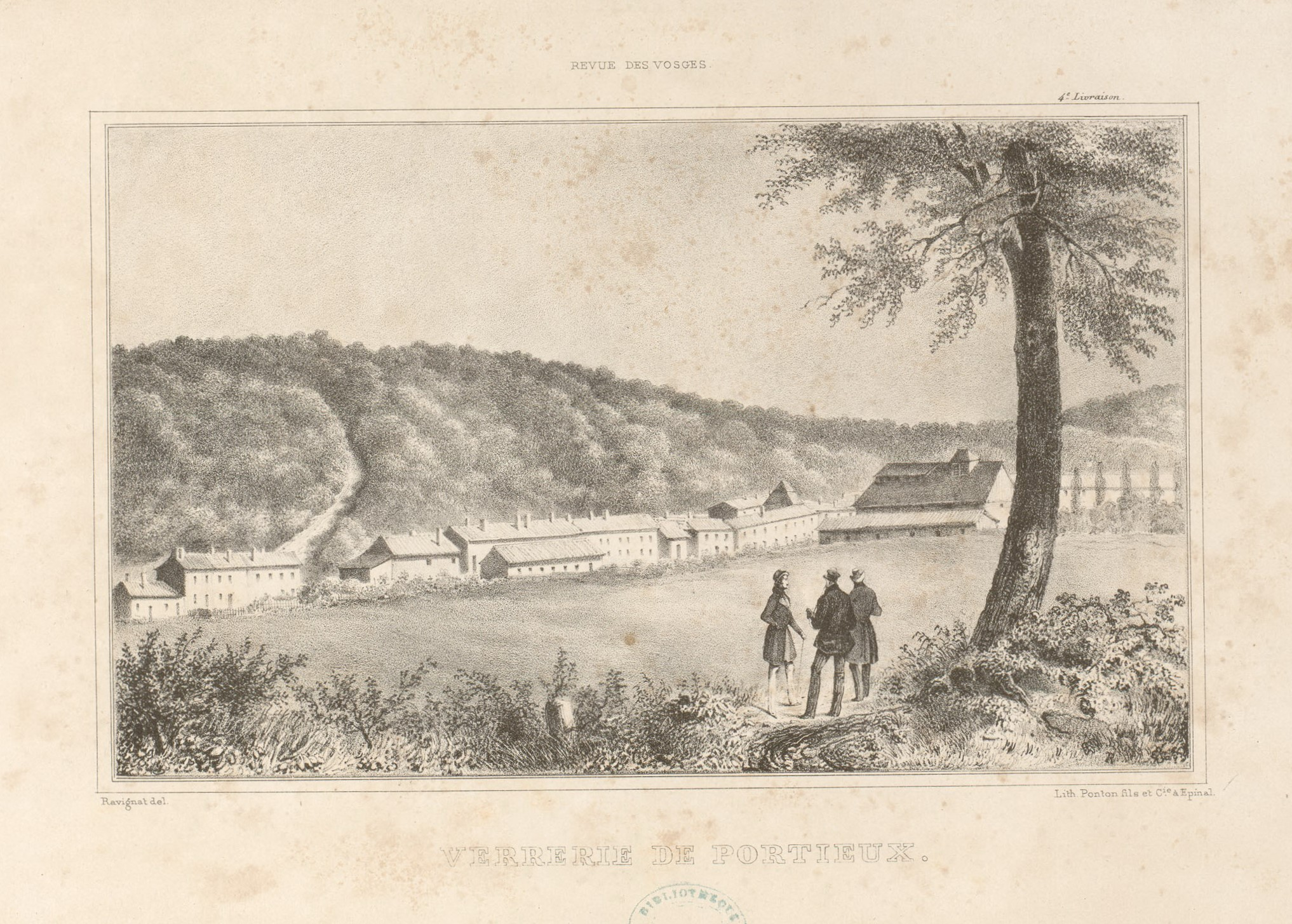
Estampe de la verrerie de Portieux réalisée en 1841 par E. Ravignat

De la nuit du 4 août 1789, qui abolissait les privilèges accordés aux nobles, La Verrerie de Magnienville allait subir les répercussions, et perdre tous les avantages accordés jadis gratuitement par la cour de Lorraine. Le domaine de Magnienville devenait « bien national », et en 1796, il était acheté par les mêmes directeurs qui auparavant l’exploitaient : MM. Lamy et Bour. Ceux-ci achèteront également le monastère de Belval (situé sur la commune de Portieux, entre Portieux village et La Verrerie).
L'entreprise acquit rapidement une renommée dans toute l'Europe.
Le cadastre le plus ancien date de 1824 (date communiquée par le cadastre à Épinal). Les matrices cadastrales les plus anciennes sont de 1823. Elles sont conservées aux A.D.V. (Archives Départementales des Vosges).

## Politique et administration

### Intercommunalité
Portieux fait partie de la communauté d'agglomération d'Épinal.

### Liste des maires
| Période                                  | Période                  | Identité            | Étiquette   | Qualité |
| ---------------------------------------- | ------------------------ | ------------------- | ----------- | --- |
| Les données manquantes sont à compléter. |                          |                     |             | |
| 1813                                     | 1820                     | Jean-Charles Mougin |             | Directeur de la Cristallerie de Portieux |
| 1867                                     | 1873                     | Xavier Mougin       | Républicain | Directeur de la Cristallerie de Portieux Conseiller d'arrondissement de Mirecourt (1865-1867) Conseiller général du canton de Charmes (1877-1895) Député (1889-1902) |
| 1900                                     | 1928                     | Adrien Richard      | UR          | Directeur de la Cristallerie de Portieux Conseiller général du canton de Charmes (1919-1940) Sénateur (1927-1944)                                                    |
| Les données manquantes sont à compléter. |                          |                     |             | |
| 1992                                     | 2014                     | Philippe Aussedat   |             | |
| 2014                                     | 2020                     | Jean-Paul Bazin     |             | |
| 2020                                     | En cours (au 21/04/2022) | Christelle Paillart |             | |

### Budget et fiscalité 2022

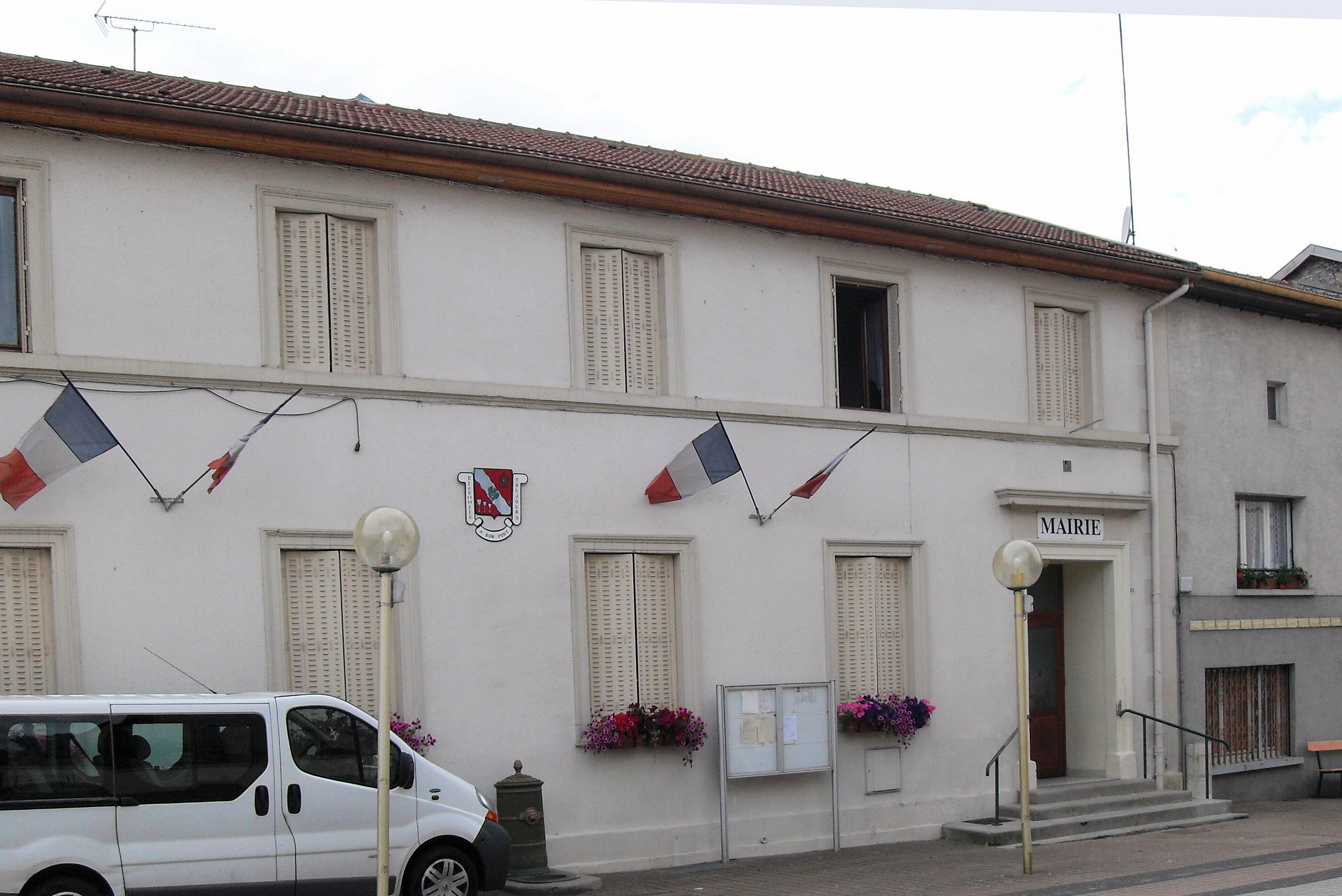
La mairie.

En 2022, le budget de la commune était constitué ainsi :
- total des produits de fonctionnement : 1 039 000 €, soit 825 € par habitant ;
- total des charges de fonctionnement : 796 000 €, soit 632 € par habitant ;
- total des ressources d'investissement : 39 000 €, soit 31 € par habitant ;
- total des emplois d'investissement : 92 000 €, soit 73 € par habitant ;
- endettement : 185 000 €, soit 147 € par habitant.

Avec les taux de fiscalité suivants :
- taxe d'habitation : 8,71 % ;
- taxe foncière sur les propriétés bâties : 43,52 % ;
- taxe foncière sur les propriétés non bâties : 20,31 % ;
- taxe additionnelle à la taxe foncière sur les propriétés non bâties : 0,00 % ;
- cotisation foncière des entreprises : 0,00 %.

Chiffres clés Revenus et pauvreté des ménages en 2021 : médiane en 2021 du revenu disponible, par unité de consommation : 21 030 €.

### Jumelages
Portieux n'est jumelée avec aucune autre ville.

## Population et société

### Démographie

#### Évolution démographique
L'évolution du nombre d'habitants est connue à travers les recensements de la population effectués dans la commune depuis 1793. Pour les communes de moins de 10 000 habitants, une enquête de recensement portant sur toute la population est réalisée tous les cinq ans, les populations de référence des années intermédiaires étant quant à elles estimées par interpolation ou extrapolation. Pour la commune, le premier recensement exhaustif entrant dans le cadre du nouveau dispositif a été réalisé en 2004.

En 2022, la commune comptait 1 215 habitants, en évolution de −4,18 % par rapport à 2016 (Vosges : −2,96 %, France hors Mayotte : +2,11 %).
| 1793 | 1800 | 1806  | 1821  | 1831  | 1836  | 1841  | 1846  | 1856  |
| ---- | ---- | ----- | ----- | ----- | ----- | ----- | ----- | ----- |
| 874  | 956  | 1 059 | 1 074 | 1 132 | 1 094 | 1 159 | 1 285 | 1 302 |

| 1861  | 1866  | 1876  | 1881  | 1886  | 1891  | 1896  | 1901  | 1906  |
| ----- | ----- | ----- | ----- | ----- | ----- | ----- | ----- | ----- |
| 1 445 | 1 424 | 1 948 | 2 023 | 2 428 | 2 298 | 2 516 | 2 640 | 2 956 |

| 1911  | 1921  | 1926  | 1931  | 1936  | 1946  | 1954  | 1962  | 1968  |
| ----- | ----- | ----- | ----- | ----- | ----- | ----- | ----- | ----- |
| 3 209 | 2 734 | 2 827 | 2 733 | 2 580 | 2 215 | 2 522 | 2 287 | 2 163 |

| 1975  | 1982  | 1990  | 1999  | 2004  | 2006  | 2009  | 2014  | 2019  |
| ----- | ----- | ----- | ----- | ----- | ----- | ----- | ----- | ----- |
| 1 952 | 1 750 | 1 492 | 1 411 | 1 316 | 1 323 | 1 321 | 1 251 | 1 239 |

| 2022  | - | - | - | - | - | - | - | - |
| ----- | - | - | - | - | - | - | - | - |
| 1 215 | - | - | - | - | - | - | - | - |

### Enseignement
Établissements d'enseignements :
- Écoles maternelles et primaires à Portieux, Vincey, Langley, Essegney, Châtel-sur-Moselle.
- Collèges à Châtel-sur-Moselle, Charmes, Thaon-les-Vosges, Bayon, Dompaire.
- Lycées à Thaon-les-Vosges, Mirecourt, Roville-aux-Chênes.

### Santé
Professionnels et établissements de santé :
- Médecins à Vincey, Charmes, Nomexy, Châtel-sur-Moselle, Girmont, Thaon-les-Vosges.
- Pharmacies à Portieux, Vincey, Charmes, Nomexy, Châtel-sur-Moselle, Thaon-les-Vosges.
- Hôpitaux à Charmes, Châtel-sur-Moselle, Mirecourt, Mattaincourt.

### Cultes
- Culte catholique, Paroisse Bienheureux-Jean-Martin-Moyë[30], Diocèse de Saint-Dié.

## Économie

### Entreprises et commerces

#### Agriculture
- Culture et élevage associés.
- Culture de légumes, de melons, de racines et de tubercules.
- Sylviculture et autres activités forestières.
- Élevage d'autres bovins et de buffles.
- Élevage de chevaux et d'autres équidés.

#### Tourisme
- Hébergements et restauration à Vincey, Rugney, Épinal, Mirecourt, Sanchey.

#### Commerces
- Commerces et services de proximité.

## Culture locale et patrimoine

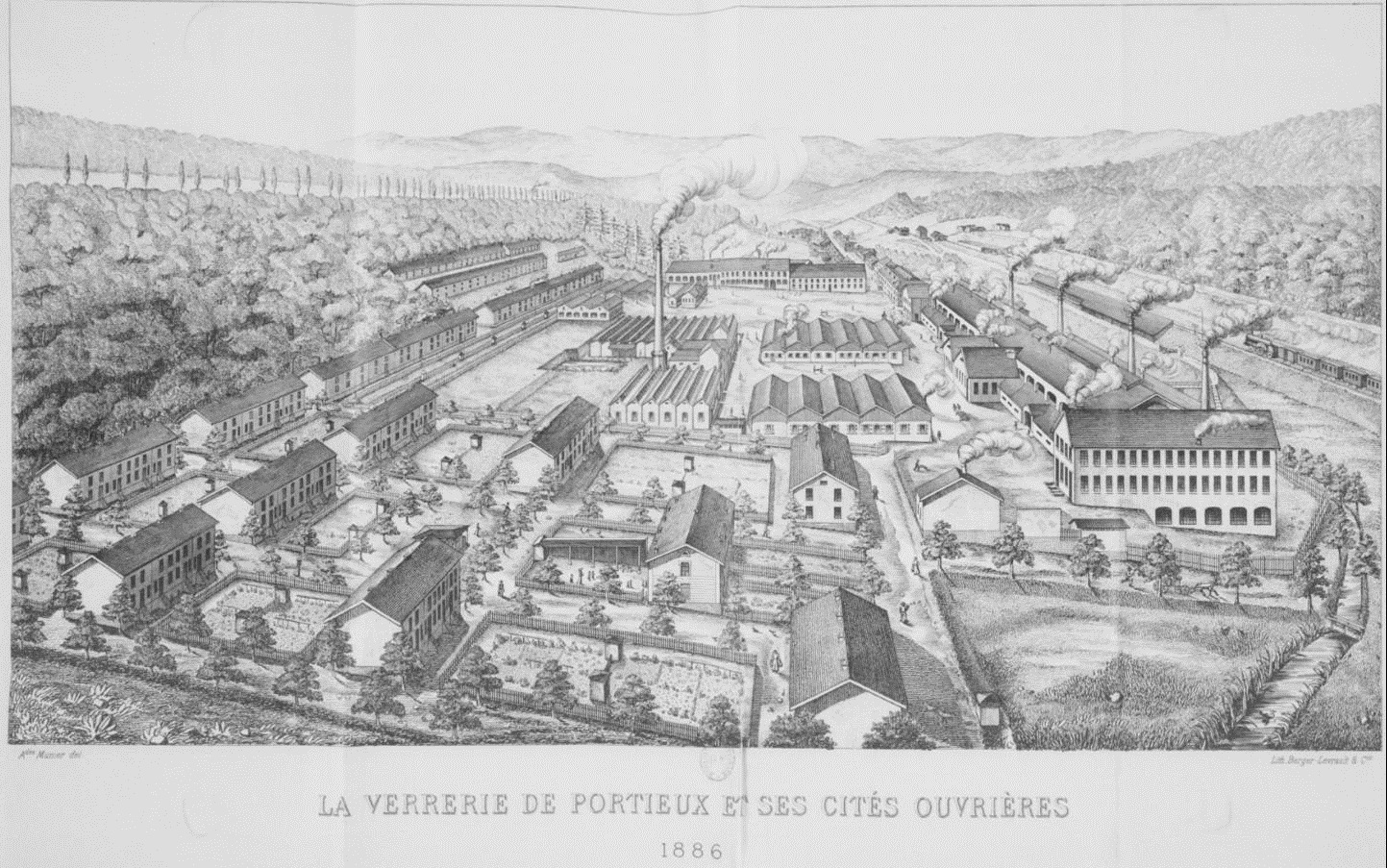
Lithographie de l'usine de Portrieux en 1886 (Lithographie Berger-Levrault et Cie).
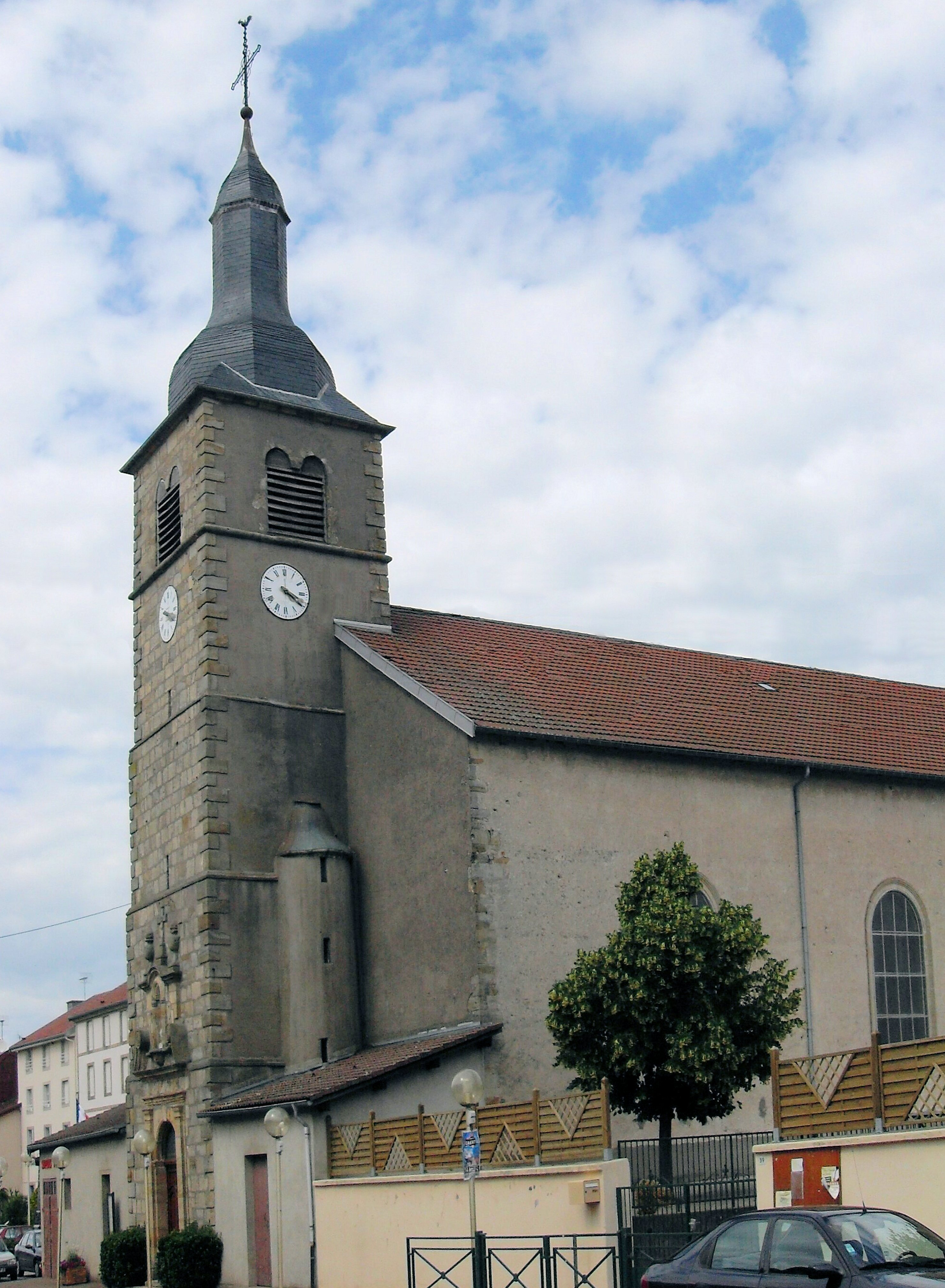
L'église de l'Exaltation de la Sainte-Croix.
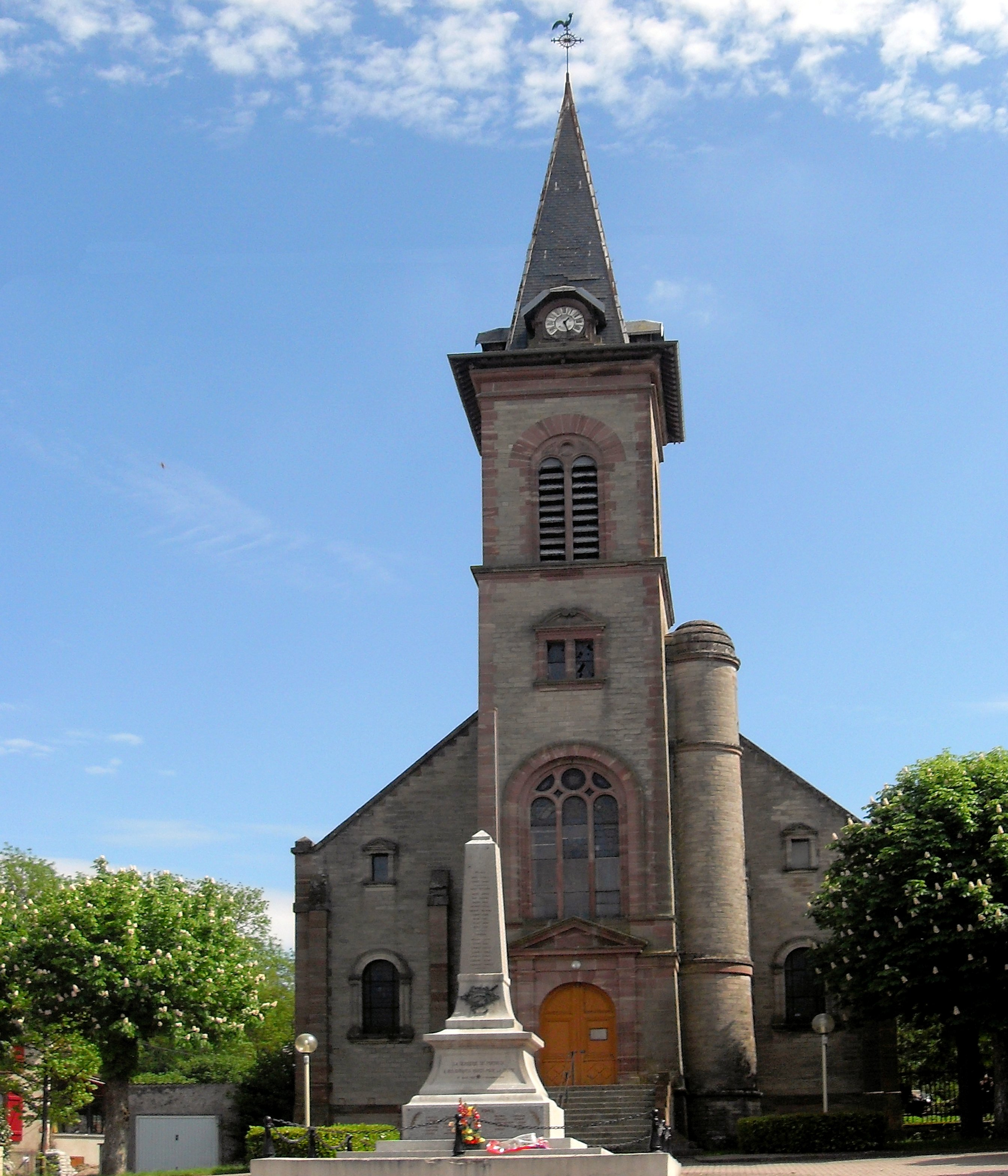
L'église Saint Laurent de La Verrerie.
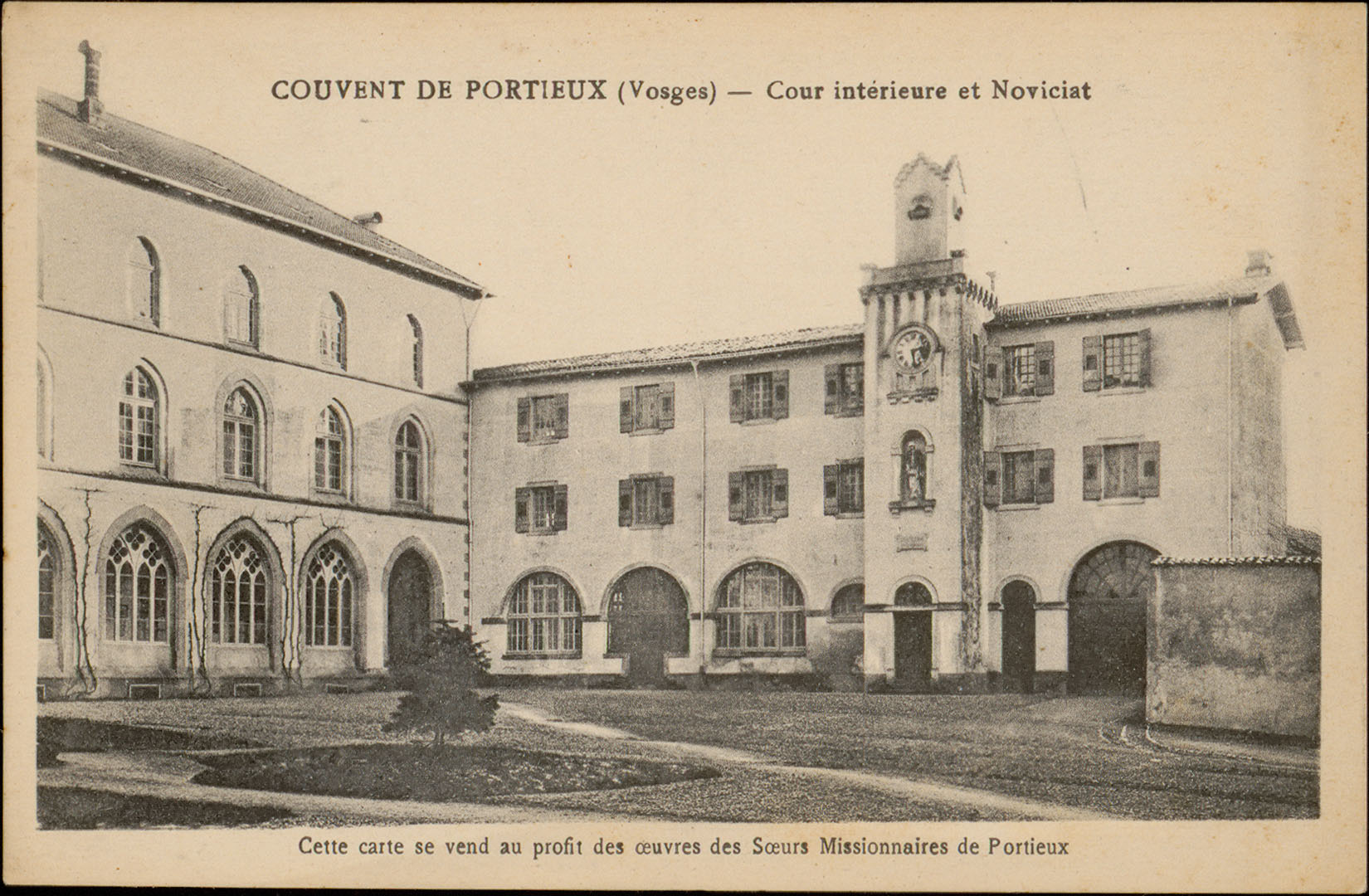
Carte postale représentant la cour intérieure et le noviciat du couvent de Portieux, entre 1880 et 1945.

### Lieux et monuments
- La Cristallerie de Portieux date de 1705. Le spectacle encore offert aujourd'hui des souffleurs de verre est accessible aux visiteurs.
- L'église de l'Exaltation de la Sainte-Croix,

et son orgue.
- L'église Saint-Laurent de La Verrerie,

et son orgue,.
- La chapelle des sœurs de la Providence,

et son orgue.
- Les monuments aux morts[35]. Portieux a eu sept fusillés pendant la Seconde Guerre mondiale[36].
- L'ancienne filature de Vincey inscrite sur l'inventaire supplémentaire des monuments historiques par arrêté du octobre 1991[37].
- Plusieurs fermes et maisons d'ouvriers des XVIIe ou XVIIIe siècles.
- Le Moulin du Pilan[38].
- Le Moulin de Portieux.
- Vestiges du prieuré de Belval, établi de 1107 à 1616, près du Rochon, au hameau qui a conservé son nom.

#### Vestiges archéologiques
- Deux voies romaines se trouvent à Portieux[39] :
  - La voie de Langres à Strasbourg (embranchement de la voie impériale d’Agrippa-Lyon à Trèves ) franchissait la Moselle au plein de Portieux. Elle recoupait la voie de Metz à Bâle sur le territoire de Portieux. En plus du gué du plein de Portieux, il existe un second gué localisé à la ferme de Sous Fraize, sur le territoire de Châtel-sur-Moselle[40]. Il est à noter par ailleurs que la voie romaine Langres-Metz demeura, au Moyen Âge, un axe d'une importance économique majeure.
  - Une voie secondaire partait de Portieux, passait par « Mézières » (territoire de Rehaincourt) gagnait Essegney et probablement Deneuvre près de Baccarat. Mézières fut une station romaine très importante[41]. Des objets antiques furent découverts en 1856 dans la forêt de Ternes lors de fouilles effectuées à cet endroit par l’abbé Pierfitte, curé de Portieux[42]. On ignore si la partie explorée est sur le territoire de Portieux et la nature des objets (médailles antiques et un pied humain).
- La statue surnommée Le cavalier au géant « anguipède[43],[44]» représente un dieu barbu et armé dont le cheval terrasse un monstre mi-homme, mi-serpent, a été découverte en 1870, en face de la ferme des Sauley (Chevrot), dans la Moselle au lieu-dit « le Plein », gué de la voie romaine de Langley à Strasbourg. Cette statue est exposée dans la salle d’entrée du Musée départemental d'art ancien et contemporain d’Épinal.
- Le document le plus ancien faisant mention de la commune remonte à 1107. Il est question de Portieux, sous le nom de Portus, dans l’acte de fondation du prieuré de Belval – A.D.M.M. H33[45].

### Personnalités liées à la commune
- François Magnien de Magnienville, fondateur de la verrerie de Portieux, cristallerie de Portieux.
- Xavier Mougin, industriel et propriétaire de la cristallerie de Portieux.
- André Gérardin, industriel et petit-fils de Xavier Mougin, directeur de la Cristallerie de Portieux et de la Cristallerie de Vallérysthal.
- François Pelletier, mécanicien, horloger[46].
- Louis-Félix Claudel, dessinateur et illustrateur[47].
- Charles Pelletier, ecclésiastique, en religion : « dom Ambroise »[48].
- Didier Berthet, prélat catholique, évêque de Saint-Dié, décédé à Portieux.

### Héraldique, logotype et devise
| Blason | Blasonnement : De gueules, à la bande ondée d'argent chargée en abîme et d'aplomb, d'un cavalier à l'anguipède contourné de sinople, armé d'une lance d'or, accompagnée en chef d'une chapelle d'or, et en pointe d'un service de trois verres à pied décroissant en taille rangés en fasce. Commentaires : Ce blason créé par l'abbé Gaire, a été adopté par la commune le 24 septembre 1978 pour le 34e anniversaire de la libération du village. La bande figure la Moselle et son gué sur la voie romaine où fut retrouvée la statue du cavalier au géant anguipède. On retrouve de part et d'autre la chapelle de Belval et la tradition verrière. |

## Pour approfondir